# نقشه جایگزین
نقشه جایگزین (به انگلیسی: The Backup Plan) فیلمی آمریکایی است در سبک رومانتیک و کمدی. این فیلم در ۲۳ آوریل ۲۰۱۰ اکران شد. کارگردان فیلم آلن پائول می‌باشد. جنیفر لوپز و الکس اولافلین از بازیگران اصلی آن هستند.

## خلاصه داستان
زویی (جنیفر لوپز) در مغازه‌ای مربوط به حیوانات خانگی مشغول به کار است و او به شدت عاشق مادر شدن و نگهداری از بچه می‌باشد و با مردها نیز اصلاً رابطهٔ خوبی ندارد و از مردها خوشش نمی‌اید. همین امر باعث می‌شود که تصمیم به عمل لقاح مصنوعی بگیرد. پس از انجام این عمل به‌طور تصادفی با پسری به نام استن آشنا می‌شود که کم‌کم بهم علاقه‌مند می‌شوند ولی …